# Asellia patrizii

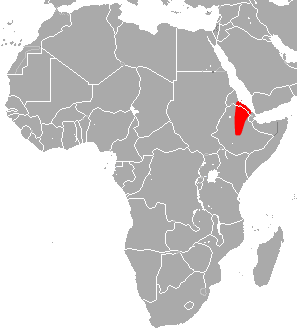
Zone géographique occupée naturellement par l'asellia de Patrizi

Espèce
Statut de conservation UICN

 LC  : Préoccupation mineure
L'asellia de Patrizi (Asellia patrizii) est une espèce de chauve-souris de la famille des Hipposideridae.

## Répartition
Cette espèce est présente en Érythrée, en Éthiopie et en Arabie Saoudite.

## Classification
Cette espèce a été décrite en 1931 par le naturaliste italien Oscar de Beaux (it) (1879-1955).
Elle est assignée à la famille des Hipposideridae, dans l'ordre des Chiroptera. 